# Émilien Frossard
Pour les articles homonymes, voir Frossard.
Émilien Benoît Daniel Frossard né le 26 juin 1802 à Paris, mort le 25 janvier 1881 à Bagnères-de-Bigorre, est un pasteur protestant réformé français. Il est également pyrénéiste, dessinateur, et fondateur de la société Ramond.

## Biographie

### Enfance et formation
Émilien Benoît Daniel Frossard naît le 26 juin 1802 au domicile de ses parents, au no 99 de la rue Montmartre à Paris. Il est le dernier des huit enfants du pasteur protestant Benjamin-Sigismond Frossard (1754-1830), docteur de l'Université d'Oxford, et de Marianne-Emmélie Drouin (1767-1811). En 1809, la famille s'installe à Montauban, après que Benjamin-Sigismond Frossard est nommé doyen de la faculté de théologie protestante de la ville.
Émilien Frossard fait ses études dans ce même établissement où il obtient son baccalauréat en 1818. Il entreprend alors un voyage en Angleterre de deux ans, et séjourne chez des amis de son père comme William Allen, scientifique quaker et philanthrope dont il apprécie l'action sociale et le combat contre l'esclavage,. En Angleterre, Émilien Frossard découvre le plaisir de la marche à pied lors de longues promenades à travers le Derbyshire, s'initie à la géologie et à la spéléologie, et commence sa propre collection minéralogique,.

### Découverte des Pyrénées et autres voyages
C'est à l'âge de 8, en 1810, qu'Émilien Frossard découvre les Pyrénées lors d'un voyage familial en Ariège, aux environs d'Ax-les-Thermes dont le « paysage sévère » reste tout au long de sa vie gravé dans son imagination, selon ses propres termes. De même, depuis Montauban, la silhouette des montagnes qu'il perçoit à l'horizon lui apparaît comme un rêve : « Malgré la distance de quarante à cinquante lieues qui sépare l'observateur de cette chaîne majestueuse, elle présente une crête hardiment découpée, dont on croit distinguer jusqu'aux moindres détails ».
En 1821, Émilien Frossard séjourne pour la première fois à Bagnères-de-Bigorre, où son père s'installe l'été pour assurer la pratique du culte réformé auprès des nombreux curistes britanniques qui fréquentent la cité thermale. Il y est accueilli par Jean-Baptiste Jalon, un savant bagnérais d'adoption dont la maison reçoit la visite de nombreuses personnalités issues de la noblesse ou de la bourgeoisie active, scientifiques, philosophes, romanciers ou autres gens de lettres attirés par les Pyrénées. Émilien Frossard entreprend alors ses premières excursions en montagne et gravit le pic du Midi de Bigorre, le pic du Piméné ainsi que des sommets de la vallée de Héas. En 1823, devenu apprenti pasteur, il séjourne de nouveau à Bagnères-de-Bigorre, et prêche lui-même à deux reprises. Il multiplie les excursions en montagne, notamment au cirque de Gavarnie et à la brèche de Roland, dont il réalise sur place un dessin fidèle qui sera plus tard reproduit en lithographie. Il y rencontre également la jeune Anglaise Isabella Trye, fille d'un chirurgien de Gloucester et qui devient sa fiancée l'année suivante,.
Le 27 mars 1824, Émilien Frossard soutient une thèse intitulée Accord entre le récit de Moïse sur l'âge du genre humain et les phénomènes géologiques à la faculté de Montauban. Au mois de septembre suivant, il voyage à Amsterdam, puis en 1825, il entreprend un nouveau séjour en Angleterre, d'une durée de sept mois. Il y est notamment reçu par son frère Émile, pasteur à Londres, et se rend à Bath en compagnie de sa fiancée. Au cours de son voyage, Émilien  dispense des leçons de français pour subvenir à ses besoins, et met à profit ses longues marches dans les régions du nord-ouest de l'Angleterre pour enrichir sa collection de minéraux.

### Carrière de pasteur
À son retour en France, Émilien Frossard est consacré pasteur au Grand temple de Nîmes le 27 octobre 1825. Il y effectue sa première prédication le 1er janvier 1826. Outre ses fonctions spirituelles, il s'engage en faveur des malades ou des prisonniers, et participe notamment à la création de la Maison de santé protestante de Nîmes en 1842,. Deux ans plus tôt, le 5 mai 1840, il est nommé chevalier de la Légion d'honneur,. Il publie de nombreux textes, en particulier des ouvrages de morale ou de théologie, mais également des livres illustrés : en 1829, il publie ses Vues prises dans les Pyrénées françaises, puis le Tableau pittoresque des Pyrénées françaises dix ans plus tard. Il est aussi l'auteur d'un Tableau pittoresque, scientifique et moral de Nîmes et de ses environs, paru en 1846.
Le 25 juillet 1826, épouse Isabelle Trye à Bath. De leur union naissent quatre enfants : deux garçons, Charles-Louis (né le 22 octobre 1827) et Émilien-Sigismond (né le 6 mai 1829) ; et deux filles, Mary-Isabella (née le 19 novembre 1830) et Jeanne-Amélia (née le 14 août 1835).
Son attachement aux Pyrénées motive les différentes demandes de congé qu'il adresse auprès de sa hiérarchie : c'est le cas en 1839 où un congé d'un mois lui est octroyé pour qu'il puisse dispenser le culte protestant dans les différents établissements thermaux des Hautes-Pyrénées. Le 20 février 1847, Émilien Frossard quitte ses fonctions de pasteur à Nîmes puisqu'il est nommé directeur du séminaire de Montauban. Il n'occupe ce poste qu'à peine plus d'un an : en août 1848, il s'établit à Bagnères-de-Bigorre, quelques mois seulement après le décès de sa femme, le 24 septembre 1847, des suites d'un cancer digestif. 
Nommé pasteur pour l'ensemble du département des Hautes-Pyrénées par la Société Protestante de Bordeaux, il effectue le plus souvent son ministère dans de petites salles mises à disposition par les municipalités, mais il encourage la construction d'édifices plus importants comme le le temple protestant de Bagnères-de-Bigorre, inauguré le 23 août 1857 ou celui de Tarbes, inauguré le 20 mars 1861. Bien qu'il refuse plusieurs nominations, comme un poste de pasteur à Pau ou un rôle de missionnaire à Tahiti, Émilien Frossard s'éloigne parfois des Pyrénées : en 1852, il voyage à Paris, Strasbourg, Londres et Édimbourg, puis en 1855, il officie pendant plusieurs mois comme aumônier militaire en Crimée.
À sa mission évangélique, Émilien Frossard ajoute une dimension sociale et éducative et s'engage pleinement dans la vie locale : en 1849, il crée à Bagnères-de-Bigorre l'une des premières bibliothèques protestantes du Sud-Ouest, puis encourage la fondation d'un asile protestant à Orthez en 1852, et de l'école Jeanne d'Albret à Tarbes en 1874. Il officie également pendant plusieurs années comme assesseur à l'Institut de Charité de Saverdun et, en tant que doyen d'âge, il préside le synode général de Paris en 1872.
Émilien Frossard assume ses fonctions pastorales jusqu'à la fin de sa vie. Il meurt d'une apoplexie à son domicile de Bagnères-de-Bigorre le 25 janvier 1881. Deux jours plus tôt, il célébrait encore le culte au temple de la ville et assistait à la réception du préfet des Hautes-Pyrénées. Ses funérailles sont célébrées le 28 janvier.

### Engagement pyrénéen

#### Action locale
L'action d'Émilien Frossard ne se limite pas à sa dimension spirituelle. Il œuvre particulièrement pour le développement social et culturel de Bagnères-de-Bigorre en s'impliquant dans la création d'une bibliothèque municipale avec l'historien Achille Jubinal, s'associe à l'imprimeur Joseph Cazenave pour fonder La Petite Gazette, un journal destiné à contrer L'Écho des vallées, quotidien clérical et réactionnaire, puis il aménage avec l'aide de son fils Charles-Louis un musée géologique, paléontologique et archéologique, d'abord installé à la villa Théas puis dans sa maison sur la route de Campan.
Émilien Frossard est également impliqué dans la fondation de plusieurs sociétés savantes, notamment la Société de l'histoire du protestantisme français, présidée par Charles Read en 1852, et la Société académique des Hautes-Pyrénées, dont il devient le secrétaire général en 1853, un mois seulement après sa création. Dans le cadre de cette société, il organise de nombreuses conférences publiques et gratuites sur des thèmes variés comme la géologie et l'hydrographie pyrénéennes, les rapports entre l'étude des sciences naturelles et la foi chrétienne ou encore l'ethnographie, au terme d'une longue enquête sur les populations marginales du Béarn, de la Navarre et du Pays basque. Il s'investit par ailleurs dans le développement de l'économie locale en contribuant à la création en 1859 de la Société d'encouragement pour l'Agriculture et l'Industrie dans l'arrondissement de Bagnères-de-Bigorre, dont il assure la vice-présidence.

#### Société Ramond
Le 19 août 1864, Henry Russell, Charles Packe, Émilien Frossard et ses deux fils, Charles-Louis et Émilien-Sigismond, se retrouvent à l'hôtel des Voyageurs de Gavarnie, au terme de leurs excursions respectives. C'est lors de ce dîner qu'émerge l'idée de mettre en commun leurs expériences multiples dans une société de montagne sur le modèle de l'Alpine Club fondé à Londres en 1857. Le projet se concrétise quelques mois plus tard dans le salon d'Émilien Frossard qui propose de placer cette nouvelle organisation sous l'égide du premier des grands explorateurs pyrénéens, Louis Ramond de Carbonnières, démontrant ainsi la volonté de ses membres de ne pas se limiter à un alpinisme pyrénéen mais de promouvoir l'étude scientifique de la chaîne sous tous ses aspects. Émilien Frossard accepte la présidence de la Société Ramond dont le premier Bulletin est publié en 1866,.
Le titre complet de ce bulletin, Explorations pyrénéennes. Ascensions des hautes cimes et des régions de difficile accès — Observations météorologiques — Recherches scientifiques & archéologiques, explicite le programme d'action pluridisciplinaire de cette nouvelle association, dont Émilien Frossard livre le programme d'action dans le deuxième numéro : « J'estime que la Société Ramond fera une bonne action, si elle indique aux artistes, aux géologues, aux botanistes et même aux simples touristes, les courses dignes d'être signalées, à cause des objets d'observation dont elles abondent ». Par son âge et sa qualité de pasteur, Émilien Frossard apparaît comme la véritable figure tutélaire de la Société Ramond, dont les membres saluent l'autorité et la modération. Par son entregent, la société est en relation avec de nombreux savants de sa génération ce qui lui apporte un surcroît de considération et de respectabilité.

## Portrait

### Figure du protestantisme engagée dans la vie locale
Les contemporains d'Émilien Frossard saluent ses qualités humaines, à l'image du pyrénéiste Henry Russell qui évoque « un homme attachant, qu'il [est] impossible de connaître sans l'aimer ». En tant que pasteur, il consacre une grande part de sa vie à sa mission évangélique, comme l'affirme l'un de ses biographes, Marc Forissier : « Il n'y a pas d'église de Perpignan à Bayonne, qui n'ait conservé l'écho de sa prédication ou le souvenir de ses visites. Il évangélisait partout, non seulement dans la chaire, mais en route, dans les diligences, en chemin de fer, à table, auprès des grands et des ouvriers, partout et toujours ». Le surnom d'« apôtre des Pyrénées » lui est attribué de son vivant, notamment par son ami Adrien Bayssellance. À Bagnères-de-Bigorre, son engagement dépasse largement ses fonctions pastorales et revêt une dimension sociale, éducative, culturelle et économique, de sorte qu'Émilien Frossard, qui ne fait preuve d'aucun sectarisme, est unanimement apprécié par la population locale : selon Célestin-Xavier Vaussenat, « tous l'aimaient et l'estimaient, parce que tous savaient qu'il partageait leurs joies comme leurs tristesses et que jamais on ne le trouva indifférents pour toute œuvre […] qui pouvait améliorer la situation du pauvre ou charmer les heures du riche ». De même, ses contemporains mettent en avant son humilité et sa modestie.
Sur le plan politique, Émilien Frossard fait preuve d'une certaine neutralité et ne se revendique d'aucun parti, car il considère que « le bonheur des hommes se trouve moins dans les institutions que dans les mœurs, moins dans l'extension des droits que dans l'observtion des devoirs, moins dans le triomphe de telle ou telle personnalité que dans le respect de tous pour la loi et la justice ». Après la révolution de 1830, il manifeste des convictions libérales et compte de nombreux républicains parmi ses proches, ce qui ne l'empêche pas de solliciter une rencontre avec l'empereur Napoléon III et de lui adresser un compliment. Ses différentes entreprises culturelles et sociales, en particulier les sociétés savantes qu'il contribue à fonder, témoignent de son effort constant pour la démocratisation du savoir. Cette volonté d'action sociale lui vient notamment des rencontres effectuées dans sa jeunesse en Angleterre, notamment l'entrepreneur philanthrope et antiesclavagiste William Allen à qui il dédie sa thèse en 1824.

### Esprit ouvert à toutes les disciplines
D'après ses biographes Bertrand Gibert et Philippe Fermigier, « Émilien Frossard est assez représentatif de la génération romantique, notamment de ses écrivains et poètes : il a épousé une Anglaise, […] il a vibré pour la révolution de 1830 et la guerre d'indépendance grecque, manifesté son soutien au peuple polonais, accompli son voyage en Orient, cédé à la « mode toute-puissante des Pyrénées »… Il en a surtout partagé le sentiment de la nature : motif d'admiration et de louange, terrain d'observation et d'étude, objet de protection et de respect ». Véritable naturaliste, Émilien Frossard est un esprit curieux qui s'intéresse à de nombreuses disciplines scientifiques qui sont autant de champs d'études qu'il explore à travers les Pyrénées, pour lesquelles il éprouve une véritable fascination.
Cette vénération de la montagne, dans laquelle il reconnaît « la présence du Créateur », apparaît dans l'incipit de son Tableau pittoresque des Pyrénées françaises en 1839 : « Après l'étude de Dieu et du cœur humain, la contemplation de la nature dans ses magnifiques aspects peut être considérée comme l'une de nos plus douces jouissances et l'un de nos devoirs les plus saints ». Mais plus qu'une simple contemplation poétique, ses excursions en montagne sont l'occasion de mener des observations scientifiques. En premier lieu, Émilien Frossard étudie la géologie, et recherche dans l'observation des sommets pyrénéens l'explication des changements anciens de la Terre. Dès l'âge de 16 ans, lors de son voyage à pied dans le Derbyshire, il collecte des roches, et conserve cette habitude tout au long de sa vie. Il s'intéresse également à la paléontologie, et entretient à ce sujet une correspondance nourrie avec le général de Nansouty, tout comme à l'archéologie : en 1869, avec son fils Charles-Louis, il explore une grotte de Bagnères-de-Bigorre renfermant des restes humains. Suivant les règles de la stratigraphie, il met à jour de nombreux ossements et fossiles, dont une espèce de mollusque à qui son nom est donné ultérieurement, le Pomatias Frossardi.
Par-delà les considérations scientifiques, la nature lui inspire un profond respect. Émilien Frossard adopte parfois des positions très éloignées de ses contemporains à l'égard des animaux : il n'accepte la vivisection « qu'en présence d'une impérieuse nécessité », s'indigne de la tauromachie et de la chasse à l'isard, et déclare à propos de Liverpool, qui doit sa fortune à la pêche à la baleine et à la traite négrière, que « ses maisons sont bâties sur du sang ». Par ailleurs, même s'il reconnaît la nécessité du développement économique et industriel des Pyrénées, il défend une exploitation raisonnée des ressources naturelles. Dès 1854, il recommande aux membres de la Société académique des Hautes-Pyrénées de surveiller les travaux publics entrepris dans le département : « Ne permettez pas qu'une tranchée soit ouverte, qu'une ruine soit déblayée, qu'une grotte soit explorée, sans que quelqu'un d'entre nous ne soit là pour voir et étudier ». De même, la construction de la route départementale qui traverse la grotte du Mas-d'Azil provoque notamment sa colère pour la détérioration et les dommages irréparables qu'elle cause à ce site naturel d'exception : « Ce dont on doit garder le souvenir à titre d'avertissement pour les âges futurs, c'est la manière inintelligente dont on a procédé, lors de la construction de la route, au déblaiement des couches accumulées pendant les périodes préhistoriques, qui en contenaient les précieux vestiges ».

### Artiste reconnu
« Rien n'égale la beauté des horizons pyrénéens, qui élèvent leurs magiques dentelures d'un bleu céleste chamarré de neiges éternelles se détachant hardiment de la ligne d'un vert chaud et éclatant formée par la lande. »

— Émilien Frossard, Vues prises dans les Pyrénées françaises, 1829
L'historienne d'art Marguerite Gaston souligne que « ses œuvres sont d'une telle précision de l'œil et d'une telle sûreté de main qu'elles doivent être placées dans les tout premiers rangs de l'iconographie pyrénéenne ». L'aquarelliste et universitaire Hélène Saule-Sorbé rend elle aussi hommage à ces dessins « empreints de vérité, de gravité, et de religiosité ».
C'est depuis Nîmes, en 1829 et 1839, qu'il publie à dix ans d'intervalle ses deux principaux ouvrages pyrénéens, Vues prises dans les Pyrénées françaises et Tableau pittoresque des Pyrénées Françaises, qui ne sont pas de simples recueils de dessins mais d'une succession de lithographies appuyées par un commentaire explicatif apportant des précisions dans les domaines de l'histoire, de la géologie, ou encore des mœurs des habitants. Plus tard, installé dans les Pyrénées, il signe de nouvelles lithographies dont quelques-unes sont rassemblées dans un court album consacré à Bagnères-de-Luchon, et d'autres simplement imprimées puis collées sur carton sans faire l'objet d'un recueil.
Les œuvres d'Émilien Frossard se distinguent de celles de nombreux artistes pyrénéens de son époque par leur souci d'exactitude et la volonté de représenter fidèlement le paysage. C'est en véritable scientifique qu'il affirme que l'artiste se doit de respecter les règles élémentaires de l'observation méthodique et se préserver de tout romantisme exacerbé : « Il y a dans la vérité une poésie bien autrement élevée que celle que l'on pourrait chercher dans l'erreur et dans l'illusion. […] Que les artistes renoncent à reproduire dans leurs dessins des montagnes imaginaires, et qu'ils se rappellent qu'une loi a présidé à leur architecture ». Toutefois, les dessins de Frossard comportent bien leur part de romantisme avec la présence fréquente de petits éléments au premier plan qui constituent selon Bertrand Gibert et Philippe Fermigier une « animation pittoresque » : « la silhouette d'une chèvre et d'un pâtre face à une cascade, quelques vaches sur une butte au-dessus de Campan ; la conversation de deux militaires, dont un grand blessé, devant Barèges, pour rappeler discrètement une spécialité de la station… ».
Émilien Frossard signe également de nombreuses vues d'ensemble et figure parmi les pionniers pyrénéens en ce qui concerne trois genres distincts. En premier lieu, il est l'auteur de plusieurs cartes orographiques, en particulier le Tableau orographique de la chaîne des Pyrénées qui présente une vue complète et cohérente des différents sommets « en respectant leur situation géographique et en amplifiant proportionnellement les altitudes par rapport aux distances pour les distinguer plus clairement ». À l'image de Toussaint Lézat, il réalise des plans-reliefs dont deux sont conservés au musée de Bagnères-de-Bigorre. Le plus abouti propose un plan des Hautes-Pyrénées en papier mâché à l'échelle 1/84000. Enfin, il signe plusieurs panoramas, notamment une Vue des Hautes-Pyrénées prise du sommet du Pic du Midi en Bigorre, longue de 2,2 m et en cinq feuilles.

### À l'origine du pyrénéisme
« Il a toujours voulu porter en montagne, […] à la fois l'héritage des Lumières, la sensibilité romantique et l'appel de la modernité, assurant la filiation entre toutes les générations de la grande époque du pyrénéisme : celles, successives, des Chausenque, Wallon, Russell, Schrader, Saint-Saud, Meillon… des hommes dont les naissances s'étalent sur près d'un siècle, et qu'il a tous connus et inspirés. »

— Bertand Gibert et Philippe Fermigier, Émilien Frossard, aux sources du pyrénéisme, 2024.
Bien qu'il soit le premier président de la Société Ramond, fondée dans son propre salon en 1865, Émilien Frossard est assez peu reconnu comme pyrénéiste : sur les sept volumes de Cent ans aux Pyrénées, premier ouvrage de référence publié par Henri Beraldi en 1898, seules quelques lignes lui sont consacrées, faisant de lui un personnage marginal. Selon Bertrand Gibert et Philippe Fermigier, qui lui consacrent une biographie, cela vient de l'idée que Beraldi se fait du pyrénéisme en établissant une hiérarchie entre les hommes parcourant les sommets et ceux qui recherchent moins la difficulté que l'observation scientifique. De fait, contrairement à ses contemporains les plus renommés comme Henry Russell, Franz Schrader ou Charles Packe, Émilien Frossard n'a effectué aucune première et n'a laissé son nom à aucun sommet, de sorte qu'il est totalement absent de la toponymie pyrénéenne.
Bertrand Gibert et Philippe Fermigier le placent pourtant « aux sources du pyrénéisme » : « le choix des Pyrénées pour sa résidence et son activité, ses relations avec les personnalités et sociétés locales, ses talents d'innovation et d'organisation, mais aussi sa curiosité de savant, son énergie de marcheur et sa vision d'artiste : tout converge, chez Émilien Frossard, vers la conception et la réalisation de cette œuvre que nul mieux que lui ne pouvait tenter, la Société Ramond ». C'est lui qui oriente d'ailleurs le choix du nom de cette société, quand Russell proposait de la nommer Club des Isards : ce choix est fondamental car il « détermine tout d'un coup et le sens et le caractère » de l'association, selon les propres mots de Frossard : de fait, le terme « société » revêt un sens plus large que celui de « club » et démontre une volonté d'ouverture sociale, tandis qu'en privilégiant le patronage de Ramond plutôt que de l'isard, la nouvelle société fait le choix de la figure du savant et de la culture générale plutôt que du folklore local : « Ce sont ainsi, d'une certaine manière, l'autorité du vénérable pasteur et les limites physiques de son âge qui vont donner à la jeune société montagnarde son originalité : la volonté de ne pas se cantonner à un alpinisme pyrénéen, mais de s'ouvrir à l'observation, à la curiosité, et à l'activité pratique ».

## Distinctions
- 1840 : chevalier de la Légion d'honneur
- 1841 : président de l'Académie du Gard [29]

## Œuvres

### Ouvrages sur les Pyrénées
- Vues prises dans les Pyrénées françaises, Paris, Treuttel et Wurtz, 1829, 44 p.
- Tableau pittoresque des Pyrénées Françaises, Vallées du Lavedan, de Barèges et de Gavarnie, Paris, J.-J. Risler, 1839, 38 p.
- Guide du Géologue dans les Pyrénées Centrales, Bagnères-de-Bigorre, Plassot, 1858
- Promenades Géologiques, Bagnères-de-Bigorre, 1865
- Évangélisation des militaires protestants au camp de Lannemezan, Versailles, Cerf, 1869
- Voyage géologique sur le chemin de fer du Midi, Bagnères-de-Bigorre, Cazenave, 1873

### Autres publications
- Accord entre le récit de Moïse sur l'âge du genre humain et les phénomènes géologiques, 1824, 54 p. Thèse physico-théologique soutenue à la Faculté de théologie protestante de Montauban le 27 mars 1824.
- Événements de Nîmes, depuis le 27 juillet jusqu'au 2 septembre 1830, Nîmes, Bianquis-Gignoux, 1830, 86 p.
- Tableau pittoresque, scientifique et moral de Nîmes et de ses environs à vingt lieues à la ronde, Nîmes, Bianquis-Gignoux, 1834 (tome 1), 1835 (tome 2), 160 et 232 p.
- Le Livre des faibles, Nîmes, 1845, 173 p.
- Lettres écrites d'Orient, Toulouse, A. Chauvin, 1855, 264 p. Ouvrage traduit en anglais et édité l'année suivante à Édimbourg sous le titre The French Pastor.